# Vie scolaire
 (décembre 2023).
Motif : Quel(s) sujet(s) est/sont admissible(s), i.e. documenté(s) par des sources secondaires centrées ?
Au sein de l'Éducation nationale, la vie scolaire est une notion protéiforme qui peut évoquer tout à la fois :
- un service : le service de la vie scolaire, incluant les assistants d'éducation (en abrégé : AED ; anciennement : surveillants), animé par le ou les conseillers principaux d'éducation (en abrégé : CPE) sous la direction de la cheffe ou du chef d'établissement, qui fonctionne en permanence et gère tout ce qui est en dehors du temps de classe.
- un lieu : le bureau du service de la vie scolaire, soit un lieu de travail administratif et d’accueil, et souvent aussi d’écoute des élèves et de vie de l’établissement (auquel il convient d'ajouter le(s) bureau(x) CPE souvent accolé(s)).
- un champ de responsabilités, au titre de la circulaire du 10 août 2015 qui actualise les missions des CPE : « L'ensemble des responsabilités exercées par le CPE se situe dans le cadre général de la « vie scolaire » qui peut se définir ainsi : placer les adolescents dans les meilleures conditions de vie individuelle et collective, de réussite scolaire et d'épanouissement personnel. »
- un espace-temps : tout ce qui est hors la classe. S'agissant des espaces, deux lieux emblématiques offrent une alternative à la salle de permanence en l'absence de cours, permettant aux élèves de se détendre et de se cultiver : le foyer et le CDI.

Afin de tenter d'appréhender au mieux cette notion, on pourra également se référer au Code de l'éducation dont le Livre V s'intitule 'La vie scolaire' et comprend notamment les titres suivants : 'Les droits et obligations des élèves', 'L'organisation du temps et de l'espace scolaires', 'Les aides à la scolarité', 'La santé scolaire', 'Les activités périscolaires, sportives et culturelles'.

### Représentation dans les arts
La Vie scolaire, comédie dramatique de Mehdi Idir et Grand Corps malade.